# Segundo de Chomón
Segundo Víctor Aurelio Chomón y Ruiz (Teruel, Espanha, 17 de Outubro de 1871 - Paris, França, 2 de Maio de 1929) foi um director de cinema espanhol.

## Filmografia
- 1902: Choque de trenes, Monserrat.
- 1903: Pulgarcito, Gulliver en el país de los Gigantes.
- 1904: Barcelone — Parc au crépuscule
- 1905: Eclipse de sol, Los guapos del Parque, La gallina de los huevos de oro, dirigida por Albert Capellani.
- 1906: El hijo del diablo (1906), dir. Lépine. Excursión a la luna, dirigida por Ferdinand Zecca.
- 1907:  Vida y pasión de Nuestro Señor Jesucristo y El pescador de perlas, filmes de Ferdinand Zecca. La casa encantada, Satán se divierte, Les ombres chinoises, La Légende du Fantôme, Le Chevalier mystère, Voyage à la planète Jupiter.
- 1908: El Hotel eléctrico, Alarde equilibrista, El escultor moderno, El castillo encantado, El teatro eléctrico de Bob, Mars, Cuisine magnétique, La Table magique, Transformation élastique.
- 1909: El sueño de un cocinero, Una excursión incoherente, Les Jouets vivants, Voyage au centre de la terre, Voyage dans la lune.
- 1910: Amor Gitano, La expiación, El puente de la muerte, Venganza de un carbonero, La fecha de Pepín, La fatalidad, El ejemplo, Pragmática real, Justicias del rey don Pedro, La manta del caballo, La hija del guardacostas, La gratitud de las flores o Flores y perlas, Los guapos, El puñao de rosas, Las carceleras, La tempranica, El pobre Valbuena, Lucha fratricida o Nobleza Aragonesa, Los pobres de levita, Los dulces de Arturo, Una farsa de Colás, Flema inglesa, Gerona: la Venecia española, La heroica Zaragoza.
- 1911: Pulgarcito
- 1912: El talismán del vagabundo, Soñar despierto, El gusano solitario (film de André Deed). Padre, de Giovanni Pastrone (Itala Films).
- 1914: Cabiria (Itália) by Giovanni Pastrone.
- 1915: El fuego
- 1916: Tigre real
- 1917: La guerra y el sueño de Momi.
- 1919: Hedda Gabler.
- 1926: El negro que tenía el alma blanca (Espanha), by Benito Perojo
- 1927: Napoleon (França), by Abel Gance.